# Notomulciber albosetosus
Notomulciber albosetosus är en skalbaggsart som först beskrevs av Heller 1923.  Notomulciber albosetosus ingår i släktet Notomulciber och familjen långhorningar. Inga underarter finns listade i Catalogue of Life.